# رأفت لبد
رأفت لبد (1 يناير 1971-18 نوفمبر 2023) هو طبيب باطني وأمراض مناعية فلسطيني، عمل أستاذاً ومحاضراً في كلية الطب التابعة لجامعة الأزهر والجامعة الإسلامية في قطاع غزة.

## سيرته
ولد رأفت حسن عبد الرحمن لبد في غزة بتاريخ 1 يناير 1971. التحق بكلية الطب في جامعة العرب الطبية وتخرج عام 1995، وكان من أوائل الأطباء في غزة الذين تخصصوا بالأمراض المناعية. شغل منصب رئيس قسم الباطني في مستشفى الشفاء، و منصب مدير عام لمستشفى الشيخ حمد للتأهيل والأطراف الصناعية. وكان مسؤول تدريب الأطباء في المستشفى الأندونيسي للحصول على بورد الباطنية. 
أغتيل هو وأفراد عائلته في 18 نوفمبر 2023 خلال ضربةٍ جوية نفذتها القوات الجوية الإسرائيلية على منزله الكائن في مدينة غزة، وذلك خلال الرد الإسرائيلي على عملية طوفان الأقصى.